# Jonny Hector
Jonny Hector (Malmö, 13 de febrer de 1964), és un jugador d'escacs suec, que té el títol de Gran Mestre des de 1991. Tot i que va néixer a Suècia, va viure a Dinamarca durant molts anys.
Té un estil de joc molt agressiu, i és conegut per jugar obertures inusuals. És també Gran Mestre Internacional d'Escacs per Correspondència des de 1999.
A la llista d'Elo de la FIDE del gener de 2020, hi tenia un Elo de 2481 punts, cosa que en feia el jugador número 11 (en actiu) de Suècia. El seu màxim Elo va ser de 2609 punts, a la llista de maig de 2010 (posició 191 al rànquing mundial).

## Resultats destacats en competició
Va aprendre a jugar als escacs a l'edat relativament tardana de 14 anys, però va esdevenir ràpidament un jugador molt fort. El 1987 empatà al primer lloc al fort Obert de Cappelle-la-Grande (amb Anthony Kosten i Anatoli Vaisser).
A Oxford el 1998, va compartir victòria amb Julian Hodgson, per davant de John Nunn i Emil Sutovsky.
El 2002 va guanyar el Campionat de Suècia a Skara.
El 2006 va empatar al primer lloc a la Politiken Cup a Copenhaguen, a 7½ punts, amb Nigel Short i Vadim Malakhatko, tot i que fou aquest darrer qui s'endugué el títol per desempat.
El 2012, empatà als llocs 1r–3r amb Ivan Sokolov i Ivan Txeparínov a la Politiken Cup a Copenhague, Dinamarca.